# Flaga powiatu prudnickiego
Flaga powiatu prudnickiego – jeden z symboli powiatu prudnickiego, znajdującego się w południowej części woj. opolskiego. Obecna wersja flagi została przyjęta 29 września 2008.

## Historia

Flaga przyjęta w 2005

Podczas sesji Rady Powiatu Prudnickiego 23 lutego 2001 plastyk Michał Marciniak-Kożuchowski wraz z żoną przedstawił dwie propozycje herbu powiatu prudnickiego. Pierwszy dzielony w słup na dwie równe połowy – przedstawiał pół złotego orła księcia Bolesława II na błękitnym tle, oraz odwróconą połowę srebrnego lwa czeskiego na czerwonym tle, posiadających wspólną gotycką złotą koronę. Drugą propozycją był złoty orzeł Bolka II na błękitnym tle, na którego piersi widniał srebrny lew Przemyślidów na czerwonym tle w tarczy. Wygląd flagi miał być zależny od tego, który herb zostałby przyjęty. W przypadku przyjęcia pierwszego, flaga miała być pozioma, w przypadku drugiego – pionowa. Miały być w niej użyte kolory czerwony, błękitny i złoty, i miała być podobna do flagi Opola. Starostwo wówczas nie podjęło decyzji wobec akceptacji żadnego z projektów.
30 listopada 2005, na XXXVIII sesji Rady Powiatu została przyjęta zmodyfikowana pierwsza propozycja Marciniaka-Kożuchowskiego. Przyjętą flagę tworzyły trzy pionowe pasy: czerwony, srebrny, czerwony (przy pionowych flagach lub banerach pasy miały być poziome). Mogła również zawierać herb powiatu. W 2006, herb i flaga powiatu przyjęte przez Radę zostały zakwestionowane przez Komisję Heraldyczną, która dopatrzyła się w herbie odwołania do domniemanego pobytu templariuszy na ziemi prudnickiej, a także zakwestionowała historyczną postać Woka z Rożemberka. Marciniak-Kożuchowski, który za projekt otrzymał osiem tysięcy złotych, został pozwany przez prudnickie starostwo w 2008.

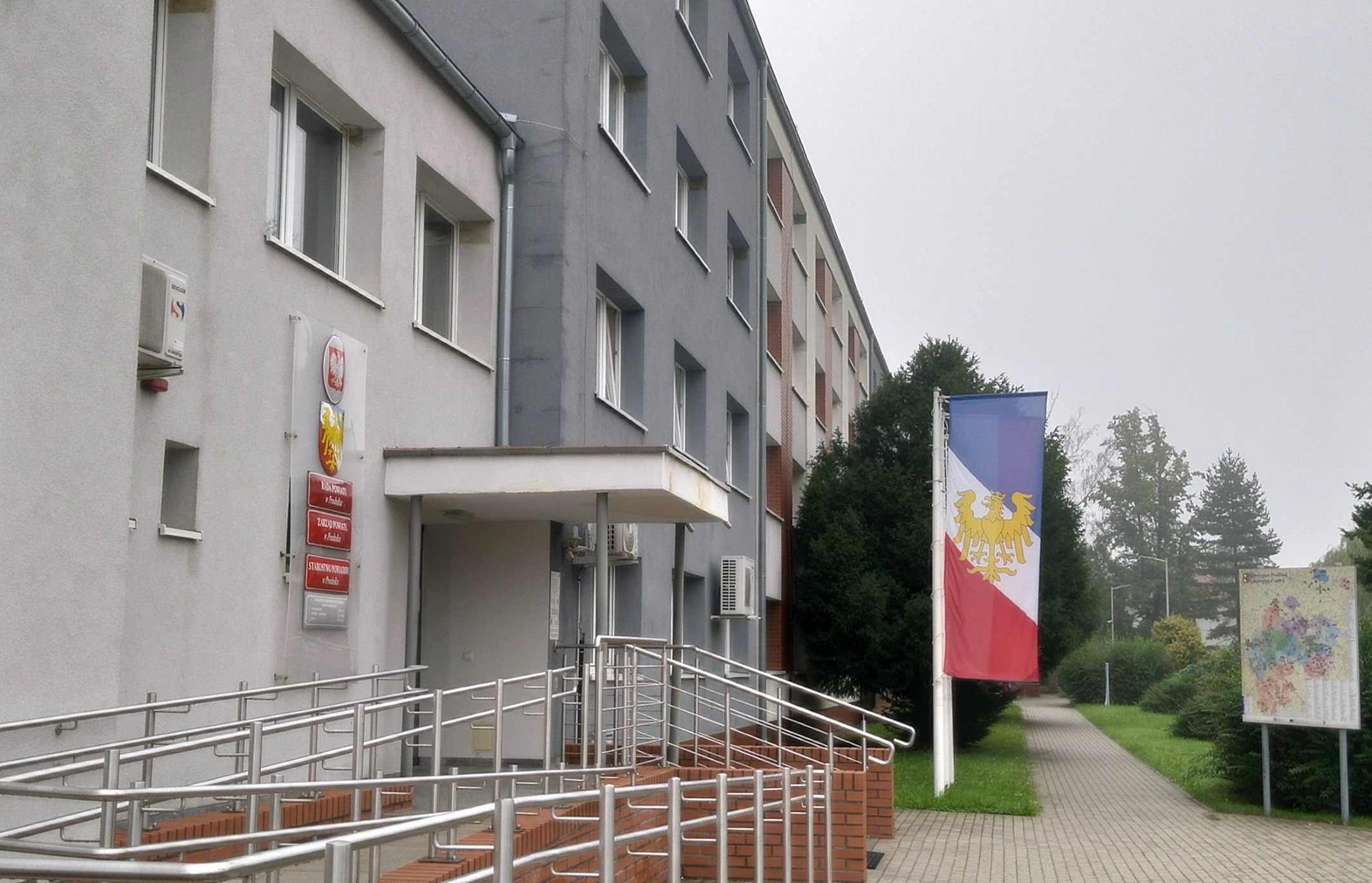
Flaga przed Starostwem Powiatowym w Prudniku

Obecna flaga, autorstwa Wojciecha Drelicharza, Zenona Piecha oraz Barbary Widłak, została ustanowiona uchwałą nr XXXIII/224/09 z 29 maja 2009. Jest to prostokątny płat tkaniny o proporcjach 5:8, podzielony na trzy skosy: czerwony, biały i błękitny. W jego centralnej części umieszczono godło z herbu powiatu.

## Wygląd flagi
Flaga jest płatem tkaniny o stosunku długość:szerokość 5:8, który składa się z trzech skosów: czerwonego, białego i błękitnego, pośrodku którego umieszczony jest ukoronowany złoty orzeł Piastów górnośląskich. Kolory pasów nawiązują do herbu dynastii Wazów, którzy w XVII wieku trzymali księstwo opolsko-raciborskie w zastawie.